# Салентин фон Зайн
Салентин фон Сайн (на немски: Salentin II von Sayn; * ок. 1314, Хомбург; † 1392) е граф на Зайн-Изенбург-Витгеншайн и господар на Хомбург.

## Произход и наследство
Той е вторият син на граф Готфрид II фон Зайн-Хомбург и Фалендар († 1354) и първата му съпруга София фон Фолмещайн († 1323), дъщеря на Дитрих I фон Фолмещайн-Бракел († 1313) и Кунигунда фон Дортмунд († сл. 1304). Внук е на граф Енгелберт I фон Зайн в Хомбург († 1336) и Юта фон Изенбург, дъщеря на Салентин II фон Изенбург. Правнук е на Готфрид I фон Спонхайм-Зайн († ок. 1282/1284). По-големият му брат е граф Енгелберт II († 1340/1345). По-малкият му полубрат Йохан († сл. 1372) е свещеник във Фалендар.
Чрез наследяване на графство Витгенщайн от 1361 г. фамилията се нарича Зайн-Витгенщайн.

## Фамилия
Първи брак: пр. 1363 г. за Аделхайд фон Витгеншайн († между 1357/23 юни 1362), дъщеря на граф Зигфрид III фон Витгенщайн († 1359) и Маргарета фон Шьонекен († 1361). Тя е наследничка през 1359 г. на брат си граф Вернер IV фон Витгенщайн († 1359). Те имат децата:
- Йохан IV фон Зайн-Витгенщайн († 1436), граф на Сайн и Витгенщайн, женен пр. 27 юли 1386 г. за Катарина фон Золмс († 1415)
- Маргарета, омъжена за Вилхелм фон Бюрен

Втори брак: пр. 23 юни 1362 г. за Елизабет фон Хиршхорн († сл. 1380), вдовица на Херман IV фон Лизберг-Брахт, дъщеря на Еберхард I фон Хиршхорн, господар на Линденбергер († 1361), и Елизабет фон Шауенбург († сл. 1374). Те имат децата:
- Йохан († убит 1410)
- Юта (* ок. 1375; † сл. 25 май 1421), омъжена I. за Хайнрих I фон Шоненберг († 1375), II. сл. 1375 г. за граф Дитрих III фон Рункел (* ок. 1352, † 1402)